# Michael Gläser
Michael Gläser (* 2. November 1957 in Karl-Marx-Stadt) ist ein deutscher Sänger und Chorleiter.

## Leben
Gläser besuchte von 1967 bis 1978 die Thomasschule zu Leipzig und war Mitglied im Thomanerchor. Er studierte von 1978 bis 1985 Gesang bei Heidi Rieß und Dirigieren bei Andreas Pieske, Wolf-Dieter Hauschild und Dietrich Knothe an der Hochschule für Musik „Felix Mendelssohn Bartholdy“ Leipzig und der Hochschule für Musik „Hanns Eisler“ Berlin.
Er dirigierte den GewandhausChor, die Berliner Singakademie und den MDR-Rundfunkchor Leipzig (auch als Sänger tätig). 1986 wurde er Assistent bei Dietrich Knothe beim Rundfunkchor Berlin. Von 1990 bis 2005 war er künstlerischer Leiter des Chores des Bayerischen Rundfunks. Ab 1998 hielt der Chor Abonnementkonzerte im Prinzregententheater. Seit 2005 ist er Gastdirigent des Chores. 2014 vertrat Michael Gläser den erkrankten Thomaskantor Georg Christoph Biller und leitete für ein Vierteljahr als Interimskantor den Thomanerchor zu Leipzig. In dieser Zeit leitete er alle Motetten sowie Konzerte auch mit dem Gewandhausorchester.
Seit 1994 ist er Professor für Chordirigieren an der Hochschule für Musik und Theater München. Zudem leitet er die Abteilung Evangelische Kirchenmusik. 2003 rief er das Chordirigenten-Forum des Bayerischen Rundfunks ins Leben.

## Auszeichnungen
- Nominierung für die Grammy Awards 2008 in der Kategorie Beste Chordarbietung für Schönbergs Gurre-Lieder (zusammen mit dem Chor des Bayerischen Rundfunks und dem MDR-Rundfunkchor Leipzig unter Howard Arman)